# Относительная влажность

Волосной гигрометр производства СССР

Относи́тельная вла́жность — отношение парциального давления паров воды в газе (в первую очередь, в воздухе) к равновесному давлению насыщенных паров воды при данной температуре. Обозначается греческой буквой φ, измеряется гигрометром.

## Абсолютная влажность

Массовое содержание воды в воздухе при относительной влажности 50%-100% и разной температуре.

Абсолютная влажность воздуха — количество влаги, содержащейся в одном кубическом метре воздуха. Абсолютная влажность используется тогда, когда надо сравнить количество воды в воздухе при разных температурах или в большом диапазоне температур, например, в сауне. Обычно измеряют в г/м³. Но в связи с тем, что при определённой температуре воздуха в нём может максимально содержаться только определённое количество влаги (с увеличением температуры это максимально возможное количество влаги увеличивается, с уменьшением температуры воздуха, наоборот, уменьшается), ввели понятие относительной влажности.

## Относительная влажность
Эквивалентное определение — отношение массовой доли водяного пара в воздухе к максимально возможной при данной температуре. Измеряется в процентах и определяется по формуле:
{\displaystyle \varphi ={p_{H_{2}O} \over p_{H_{2}O}^{*}}\times 100\%}
где: {\displaystyle \varphi _{\,_{\,}}} — относительная влажность рассматриваемой смеси (воздуха);
{\displaystyle {p_{H_{2}O}}} — парциальное давление паров воды в смеси;
{\displaystyle {p_{H_{2}O}^{*}}} — равновесное давление насыщенного пара.
Давление насыщенных паров воды сильно растёт при увеличении температуры. Поэтому при изобарическом (то есть при постоянном давлении) охлаждении воздуха с постоянной концентрацией водяного пара достигается температура (точка росы), при которой воздух насыщен водяным паром. При дальнейшем понижении температуры «лишний» пар конденсируется в виде тумана, росы или кристалликов льда. Процессы насыщения и конденсации водяного пара играют огромную роль в физике атмосферы: процессы образования облаков и образование атмосферных фронтов в значительной части определяются процессами насыщения и конденсации, теплота, выделяющаяся при конденсации атмосферного водяного пара обеспечивает энергетический механизм возникновения и развития тропических циклонов (ураганов).
Относительная влажность — единственный гигрометрический показатель воздуха, допускающий прямое приборное измерение.

## Оценка относительной влажности
Относительная влажность водно-воздушной смеси может быть оценена, если известны её температура (T) и температура точки росы (Td), по следующей формуле:
{\displaystyle \varphi ={{P_{s}(T_{d})} \over {P_{s}(T)}}\times 100\%,}
где Ps — давление насыщенного пара для соответствующей температуры, которое может быть вычислено по формуле Ардена Бака:
{\displaystyle P_{s}(T)=6.1121\exp \left({\frac {(18.678-T/234.5)\times T}{257.14+T}}\right),}
где T — температура в градусах Цельсия, Ps — давление в гПа. Для отрицательных температур при отсутствии жидкой фазы используется другая формула Бака:
{\displaystyle P_{s}(T)=6.1115\exp \left({\frac {(23.036-T/333.7)\times T}{279.82+T}}\right).}
Для более точных расчётов следует воспользоваться моделями Гоффа-Грэтча или более современными: А. Векслера, ITS-90, Д. Зонтага.

### Приближённое вычисление
Относительную влажность приближённо можно вычислить по следующей формуле:
{\displaystyle \varphi \approx 100-5(T-25T_{d}).}
То есть, с каждым градусом Цельсия разницы температуры воздуха и температуры точки росы относительная влажность уменьшается на 5 %.
Дополнительно относительную влажность можно оценить по психрометрической диаграмме.

## Перенасыщенный водяной пар
В отсутствие центров конденсации при снижении температуры возможно образование пересыщенного состояния, то есть относительная влажность становится более 100 %. В качестве центров конденсации могут выступать ионы или частицы аэрозолей, именно на конденсации пересыщенного пара на ионах, образующихся при прохождении заряженной частицы в таком паре, основан принцип действия камеры Вильсона и диффузионных камер: капельки воды, конденсирующиеся на образовавшихся ионах, образуют видимый след (трек) заряженной частицы.
Другим примером конденсации пересыщенного водяного пара являются инверсионные следы самолётов, возникающие при конденсации пересыщенного водяного пара на частицах сажи выхлопа двигателей.

## Средства и методы контроля
Для определения влажности воздуха используются приборы, которые называются психрометрами и гигрометрами. Психрометр Августа состоит из двух термометров: сухого и влажного. Влажный термометр показывает температуру ниже, чем сухой, так как его резервуар обмотан тканью, смоченной в воде, которая, испаряясь, охлаждает его. Интенсивность испарения зависит от относительной влажности воздуха. По показаниям сухого и влажного термометров находят относительную влажность воздуха по психрометрическим таблицам. В последнее время стали широко применяться интегральные датчики влажности (как правило, с выходом по напряжению), основанные на свойстве некоторых полимеров изменять свои электрические характеристики (такие, как диэлектрическая проницаемость среды) под действием содержащихся в воздухе паров воды.
Гораздо более точные данные об относительной влажности позволяют получить аспирационные психрометры (например психрометр Ассмана), которые имея устройство аналогичное психрометру Августа, прокачивают воздух через трубки с термометрами с помощью аспирационной головки, а сами термометры лучше защищены от внешних воздействий.
Относительную влажность воздуха в обслуживаемой зоне и зоне обитания помещений общественных зданий, на рабочих местах в помещениях, на предприятиях бытового обслуживания, в кабинах локомотивов и т. д., и т. п. регламентируют Санитарные правила и нормы СанПиН 1.2.3685-21 «Гигиенические нормативы и требования к обеспечению безопасности и (или) безвредности для человека факторов среды обитания»: допустимые величины относительной влажности воздуха на рабочих местах в помещениях составляют 15—75 %, в жилых помещениях и обслуживаемой зоне помещений общественных зданий 30—60 %, в медицинских учреждения в помещениях классов чистоты А и Б относительная влажность не должна превышать 60% и т. д.
Для определения и подтверждения метрологических характеристик приборов для измерения влажности применяют специальные эталонные (образцовые) установки — климатические камеры (гигростаты) или динамические генераторы влажности газов.

## Значение
Относительная влажность воздуха — важный экологический показатель среды. Нарушение норм влажности в помещении имеет различные последствия для здоровья человека.
Пищевые продукты, строительные материалы и даже многие электронные компоненты допускается хранить в строго определённом диапазоне относительной влажности воздуха. Многие технологические процессы происходят только при строгом контроле содержания паров воды в воздухе производственного помещения.
Влажность воздуха в помещении можно изменять. Для повышения влажности применяются увлажнители воздуха. Функции осушения (понижения влажности) воздуха реализованы в большинстве кондиционеров и в виде отдельных приборов — осушителей воздуха.

## Вцветоводстве
Относительная влажность воздуха в оранжереях и используемых для культивирования растений жилых помещениях подвержена колебаниям, что обусловлено временем года, температурой воздуха, степенью и частотой поливки и опрыскивания растений, наличием увлажнителей, аквариумов или других ёмкостей с открытой поверхностью воды, системой проветривания и обогрева. Кактусы и многие суккулентные растения легче переносят сухой воздух, чем многие тропические и субтропические растения.
Как правило, для растений родиной которых являются влажные тропические леса, оптимальной является 80—95 % относительная влажность воздуха (зимой может быть снижена до 65—75 %). Для растений тёплых субтропиков — 75—80 %, холодных субтропиков — 50—75 % (левкои, цикламены, цинерарии и др.)
При содержании растений в жилых помещениях многие виды страдают от сухости воздуха. В первую очередь это отражается на листьях; у них наблюдается быстрое и прогрессирующее засыхание верхушек.
Для повышения относительной влажности в жилых помещениях используют электрические увлажнители, наполненные мокрым керамзитом поддоны и регулярное опрыскивание.

## Нормируемые значения для человека
| Период года | Температура, °C | Относительная влажность, % | Скорость движения воздуха, м/с, не более |
| ----------- | --------------- | -------------------------- | ---------------------------------------- |
| Холодный    | 20—22           | 30—45                      | 0,15                                     |
| Тёплый      | 22—25           | 30—60                      | 0,2                                      |

| Условия микроклимата   | Условия использования помещений и категории людей                                                                | Категория термальной среды по ISO 7730:2005 | Относительная влажность, % |
| ---------------------- | --- | ------------------------------------------- | -------------------------- |
| Повышенно-оптимальные  | Помещения для постоянного пользования, для людей со слабым здоровьем, старшего возраста, с особыми потребностями | A                                           | 30—50                      |
| Оптимальные            | Новые, термомодернизированные, реконструированные дома, для пребывания взрослых здоровых людей                   | B                                           | 25—60                      |
| Допустимые             | Новые или модернизированные дома для временного пребывания людей                                                 | C                                           | 25—70                      |
| Ограниченно-допустимые | Помещения с ограниченным использованием на протяжении года                                                       | -                                           | до 20 и более 70           |

Возможные негативные последствия для человека, находящегося в помещении с высокой и низкой относительной влажностью воздуха:
Высокая влажность:
- аллергические реакции (например, сильный навязчивый кашель) из-за активизации роста плесени и пылевых клещей[10][11];
- отравление выделяющимся из некоторых строительных материалов (ДСП, фанера, ламинат) формальдегидом, что может вызвать резь в глазах, кашель, тошноту[10][11];
- тепловой удар при активной физической нагрузке из-за замедления испарения выделяющегося пота, охлаждающего организм[10];
- обострение бронхиальной астмы и других хронических бронхиальных заболеваний[10][11].

Низкая влажность:
- пересыхание слизистых оболочек носоглотки, что снижает иммунитет при острых респираторных инфекциях, а после заболевания усиливает першение в горле и утяжеляет симптомы[10][11];
- проблемы с кожей и волосами — кожа обезвоживается, начинает шелушиться и зудеть, волосы становятся ломкими и секутся[10][11];
- высокий риск инфекций — вирусы и бактерии становятся более подвижными[10][11][* 4];
- нарушения сна, головные боли, снижение работоспособности[10][11];
- возможность развития синдрома сухого глаза и других глазных заболеваний[13];
- обезвоживание организма, которое нарушает работоспособность мозга, а также стимулирует повышенное свёртывание крови, утяжеляющее последствия инфарктов и инсультов[12].